# Corriente de Somalia

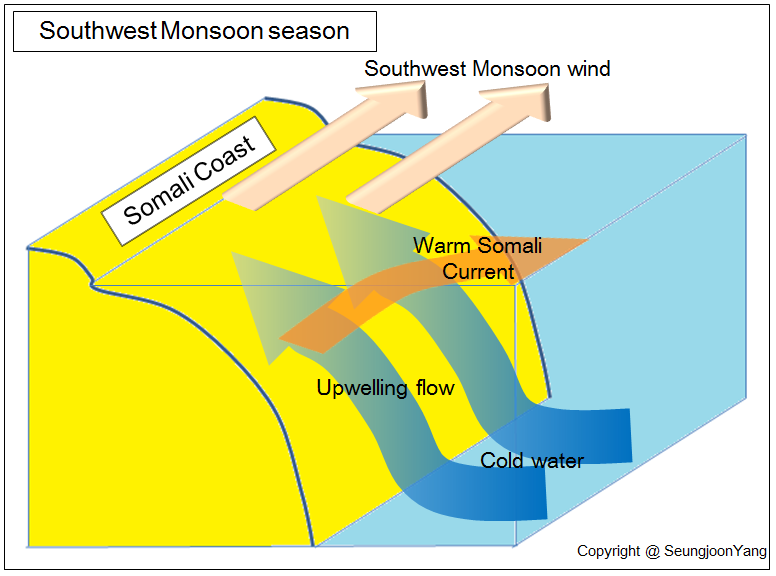
Mapa de vientos y corrientes en la costa de Somalia.

La corriente de Somalia es una corriente de frontera oceánica que corre a lo largo de las costas de Somalia y Omán en el océano Índico occidental y es análoga a la corriente del Golfo en el océano Atlántico. Esta corriente se ve muy influida por los monzones y es el único gran sistema de surgencia que aparece en una frontera occidental de un océano. El agua que es elevada por la corriente se mezcla con otro sistema de surgencia, creando uno de los ecosistemas más productivos del océano.
La corriente de Somalia se caracteriza por cambios estacionales influidos por el monzón del suroeste y el monzón del noroeste. Durante los meses de junio a septiembre, el cálido monzón del suroeste mueve las aguas costeras hacia el noreste, creando una surgencia costera. El agua elevada es llevara mar adentro por el transporte de Ekman y se fusiona con el agua que se trae a la superficie por la surgencia del mar abierto. El chorro Findlater, un chorro atmosférico estrecho de bajo nivel, también se desarrolla durante el monzón del suroeste, y sopla diagonalmente cruzando el océano Índico, paralelo a las costas de Somalia y Omán. Como resultado, se crea el transporte de Ekman en la parte derecha del viento. En el centro del chorro el transporte es máximo y decrece a la derecha e izquierda con el incremento de la distancia. A la izquierda del centro del chorro hay menos movimiento de agua hacia el centro que está abandonando, creando una divergencia en la capa superior y como resultado se produce el fenómeno de surgencia (succión de Ekman). Por contraste, a la derecha del centro del chorro, más agua proviene del centro que está abandonando, creando un acontecimiento de hundimiento (bombeo de Ekman). Esta surgencia en océano abierto en combinación con la surgencia costera causan una surgencia masiva., El monzón del noroeste, que aparece entre diciembre y febrero, causa un reverso de la corriente de Somalia, moviendo las aguas costeras hacia el suroeste. El aire más fresco causa que el agua superficial se refresque y cree una mezcla más profunda, trayendo abundantes nutrientes a la superficie.